# 656
Évszázadok: 6. század – 7. század – 8. század
Évtizedek: 600-as évek – 610-es évek – 620-as évek – 630-as évek – 640-es évek – 650-es évek – 660-as évek – 670-es évek – 680-as évek – 690-es évek – 700-as évek
Évek: 651 – 652 – 653 – 654 –  655 – 656 – 657 – 658 – 659 – 660 – 661

## Események

### Európa
- III. Sigebert, a frank Austrasia királya 25 éves korában megbetegszik és meghal. Grimoald majordomus elrabolja a hét éves trónörököst, II. Dagobertet, tonzúrát vágat a hajába, hogy alkalmatlanná tegye az uralkodásra és egy írországi kolostorba küldeti szerzetesnek. A trónra Grimoald a saját fiát, Childebertet ülteti, akit korábban, amikor még nem volt saját gyereke, III. Sigebert örökbe fogadott.
- Oswiu northumbriai király Walesre támad és az ellenségeivel szövetkező Pengwern városát elpusztítja, királyát, Cynddylant pedig egész családjával együtt lemészárolja.
- Húsvétkor Peada dél-merciai királyt saját felesége, Ealhflæd meggyilkoltatja. Országa apósára, Oswiura száll, aki eddig is kormányozta Észak-Merciát.

### Arab Kalifátus
- Kitör az első muszlim polgárháború (fitna). Az arabok évek óta egyre elégedetlenebbek Oszmán kalifával gyengekezűsége és nepotizmusa miatt (elsősorban saját családtagjait nevezte ki a tartományok kormányzóivá). Három lázadó csoport Medinába vonul és blokád alá veszik a kalifa házát, ám nem sikerül széleskörű támogatást szerezniük és nincs megfelelő jelöltjük Oszmán helyett sem. Végül a lázadók betörnek Oszmán házába és meggyilkolják a 83 éves kalifát.
- Oszmán utódjául Mohamed próféta unokatestvérét és vejét, Ali ibn Abi Tálibot választják meg. Őt azonban többen azzal vádolják, hogy szerepe volt Oszmán meggyilkolásában és két felkelés is szerveződik ellene. Mohamed két volt társa, Talha ibn Ubajdalláh és Zubajr ibn al-Auvám (valamint a próféta özvegye, Áisa) megszállják Bászrát; Ali azonban a tevecsatában legyőzi őket. Szíriában az ottani kormányzó, Muávija ibn Abí Szufján lázad fel.

### Japán
- Megkezdik a Jaszaka-szentély építését.

## Születések
- Szent Hubertus, Liège püspöke
- Tang Csung-cung, kínai császár
- Cynddylan ap Cyndrwyn, walesi király

## Halálozások
- június 17. – Oszmán, kalifa
- III. Sigebert, frank király
- Peada, merciai király
- Talha ibn Ubajdalláh, Mohamed próféta társa
- Zubajr ibn al-Auvám, Mohamed próféta társa

## Fordítás
- Ez a szócikk részben vagy egészben  a(z)   656 című angol Wikipédia-szócikk ezen változatának fordításán alapul.  Az eredeti cikk szerkesztőit annak laptörténete sorolja fel. Ez a jelzés csupán a megfogalmazás eredetét és a szerzői jogokat jelzi, nem szolgál a cikkben szereplő információk forrásmegjelöléseként.